# AVS-landene
AVS-landene er en gruppe på i alt 79 stater i Afrika, Vestindien og Stillehavsområdet, som EU samrbejder med. Samarbejdet blev etableret i 1975, hvor Lomé-aftalen blev underskrevet i Lomé på Togo. Senere er også Cotonou-aftalen kommet til. Det er i dag primært den, der regulerer samarbejdet. AVS-landene og EU samarbejder primært om udviklingsarbejde og handelsaftaler.
Samarbejdet opstod som følge af Europas ønske om at sikre sig regelmæssige forsyninger af råvarer samt ønsket om at bevare sin privileregede position på de oversøiske markeder. Samarbejdet med AVS-landene reguleres gennem årlige møder i AVS-ministerrådet og Det Paritetiske Udvalg.

## AVS-landene

### De oprindelige
- Sydafrika (delvis), Antigua og Barbuda, Bahamas, Barbados, Belize, Botswana, Cameroun, DR Congo, Cookøerne, Cuba, Dominica, Den Dominikanske Republik, Elfenbenskysten, Fiji, Gabon, Ghana, Grenada, Guyana, Jamaica, Kenya, Marshalløerne, Mauritius, Mikronesien, Namibia, Nauru, Nigeria, Niue, Palau, Papua Ny Guinea, Saint Christopher og Nevis, Saint Lucia, Saint Vincent og Grenadinerne, Senegal, Seychellerne, Surinam, Swaziland, Tonga, Trinidad, Tobago og Zimbabwe.

### Mindre udviklede lande
Disse lande kom med som følge af et bilag til Cotonou-aftalen:
- Angola, Benin, Burkina Faso, Burundi, Kap Verde, Den Centralafrikanske Republik, Tchad, Comorerne, Djibouti, Etiopien, Eritrea, Gambia, Guinea, Guinea-Bissau, Haiti, Kiribati, Lesotho, Liberia, Malawi, Mali, Mauretanien, Madagaskar, Mozambique, Niger, Rwanda, Samoa, São Tomé og Príncipe, Sierra Leone, Salomonøerne, Somalia, Sudan, Tanzania, Tuvalu, Togo, Uganda, Vanuatu, Zambia og Ækvatorialguinea.